# Imre Harangi
Imre Harangi, född 16 oktober 1913 i Nyíradony, död 4 februari 1979 i Budapest, var en ungersk boxare.
Harangi blev olympisk mästare i lättvikt i boxning vid sommarspelen 1936 i Berlin.